# Емпагліфлозин
Емпагліфлозин (англ. Empagliflozin, лат. Empagliflozinum) — синтетичний таблетований цукрознижуючий лікарський засіб для прийому всередину, який застосовується для лікування цукрового діабету другого типу. Препарат розроблений у лабораторії компанії «Boehringer Ingelheim», маркетинг препарату проводиться цією компанією спільно з компанією «Eli Lilly and Company».

## Фармакологічні властивості
Емпагліфлозин — синтетичний препарат, що відноситься до групи гліфлозинів. Механізм дії препарату полягає в інгібуванні натрійзалежного котранспортера глюкози 2-го типу, що призводить до зниження реабсорбції глюкози з клубочкового фільтрату в канальцях нирок, наслідком чого є збільшення виведення глюкози, а також і натрію з сечею, що призводить до зниження концентрації глюкози в крові. У 2014 році емпагліфлозин був уперше схвалений для лікування цукрового діабету другого типу, проте пізніше було встановлено, що застосування препарату сприяє зменшенню смертності та зниженню частоти госпіталізацій у хворих із хронічною серцевою недостатністю, зокрема у хворих із зниженою фракцією викиду. це призвело до збільшення показів до застосування препарату, зокрема схвалено його застосування у хворих із хронічною серцевою недостатністю, навіть без наявності цукрового діабету. У пізніших дослідженнях встановлено ефективність препарату при хронічній хворобі нирок, аж до зменшення потреби в гемодіалізі або трансплантації нирки, і з 2023 року емпагліфлозин схвалений у ЄС для лікування хронічної хвороби нирок.

### Фармакокінетика
Емпагліфлозин швидко та добре всмоктується після перорального застосування. Максимальна концентрація препарату в крові досягається протягом 1,5 години. Емпагліфлозин добре (на 86 %) зв'язується з білками плазми крові. Метаболізується препарат у печінці з утворенням кількох метаболітів, які не мають цукрознижуючих властивостей. Виводиться емпагліфлозин із організму переважно з сечею (54 %) у вигляді як метаболітів, так і незміненого препарату, частково препарат виводиться з калом (41 %). Термінальний період напіввиведення препарату складає 12,4 годин, та може незначно збільшуватися при порушеннях функції печінки або нирок, а також у літніх осіб.

## Покази до застосування
Емпагліфлозин застосовують при цукровому діабеті ІІ типу як самостійний препарат, так і в комбінації з іншими цукрознижуючими препаратами. Також препарат застосовується для лікування хронічної серцевої недостатності та хронічної хвороби нирок.

## Побічна дія
При застосуванні емпагліфлозину найчастішими побічними ефектами були гіпоглікемія, частіше в комбінації з іншими пероральними цукрознижуючими засобами, та зменшення об'єму міжклітинної рідини. Частими побічними ефектами препарату є інфеції сечових шляхів та сечостатевих органів, включно з кандидозом, свербіж шкіри, шкірний висип, підвищена спрага, запор, збільшення виділення сечі, та підвищення рівня ліпідів крові.

## Протипокази
Емпагліфлозин протипоказаний при підвищеній чутливості до препарату. Застосування препарату не рекомендовано при вагітності та годуванні грудьми, а також особам молодшим 18 років.

## Форми випуску
Емпагліфлозин випускається у вигляді таблеток по 0,01 і 0,025 г. Препарат також випускається у вигляді комбінації з метформіном і лінагліптином.